# Vincenzo Scarpa
Vincenzo Scarpa (Este, 26 giugno 1790 – Vienna, 5 maggio 1854) è stato un presbitero italiano, eletto vescovo di Belluno e Feltre.
Nato ad Este nel 1790, iniziò la carriera in diocesi di Padova. Distintosi per le doti oratorie, entrò nel capitolo della cattedrale e divenne canonico arciprete della stessa nel 1821. Elevato cavaliere dell'ordine dei Santi Maurizio e Lazzaro, fu nominato predicatore di Corte per la casa d'Austria. Nominato vescovo di Belluno e Feltre nel 1854, fu colpito da grave malattia a Vienna, dove spirò il 5 maggio.